# Pozzomaggiore
Pozzomaggiore (traducción italiana del topónimo sardo; en español sería Pozomayor) o Putumajore (en sardo y cooficialmente) es un municipio italiano situado en la provincia de Sácer, en Cerdeña. Tiene una población estimada, a fines de marzo de 2023, de 2363 habitantes.

## Evolución demográfica
| Gráfica de evolución demográfica de Pozzomaggiore entre 1861 y 2023 |
|                                                                     |
| Fuente: ISTAT - Elaboración gráfica de Wikipedia                    |